# Jan Axel Blomberg
Jan Axel Blomberg (Trysil, Noruega, 2 de agosto de 1969), conocido como Hellhammer, es un músico noruego ganador de cuatro premios Spellemann. Es conocido por ser el baterista de la banda noruega de black metal Mayhem, se unió a la banda en 1988 tras la salida del baterista y miembro fundador Kjetil Manheim. Además de Mayhem, otra banda en la que ha permanecido mucho tiempo es Arcturus; que formó con Sverd Steinar Johnsen en 1987 (originalmente con el nombre de Mortem) y que se separó en abril de 2007, regresando en 2012 hasta la actualidad.

## Biografía

### Primeros años
Jan Axel Blomberg nació en Trysil. Cuando era todavía un niño sus aficiones eran el fútbol, la lucha libre y la percusión. Aprendió a tocar la batería escuchando a bandas de heavy metal y hard rock como Scorpions, AC/DC, Led Zeppelin, Deep Purple, Judas Priest, Mercyful Fate,  Venom, Motörhead, Iron Maiden, Black Sabbath y Helloween. Más tarde descubrió el jazz y el metal extremo con bandas como Megadeth, Metallica, Slayer, Exodus, Celtic Frost,  y Bathory.

### 1987 - 1989
A los 18 años, tras haber tocado en algunas bandas locales, fundó el grupo de death metal Mortem con el bajista y vocalista Marius Vold y el guitarrista Steinar Sverd Johnsen. Ese mismo año vio un anuncio en el periódico en el que la banda Mayhem decía que estaban buscando un nuevo baterista. Así que se fue a Oslo a conocer al grupo y les dio un demo. Al día siguiente le llamaron para confirmarle de que ya era miembro de la banda. Debido a que los restantes miembros de Mayhem tenían seudónimos como Euronymous o Dead, pasó a llamarse Hellhammer, en homenaje a la banda suiza, porque pensó que era un buen nombre para un baterista.
Las primeras grabaciones que hizo con Mayhem fueron dos canciones para un álbum de recopilación en 1989, con las canciones «Carnage» y «Freezing Moon». A pesar de formar parte de Mayhem, siguió trabajando con Mortem, con los que grabó en 1989 el demo Slow Death, y fundó la banda de metal progresivo Tritonus.

### 1990 - 1996
Tras realizar algunos conciertos con Mayhem, el 26 de noviembre de 1990 la banda actuó en el club Eiskeller de Leipzig (Alemania), que fue publicado en 1993. Al año siguiente los miembros de Mortem fundaron la banda Arcturus. En abril el vocalista de Mayhem, Dead se suicidó y el bajista Necrobutcher dejó la banda. A pesar de estos incidentes, Blomberg y el guitarrista Euronymous decidieron continuar con la banda y reclutaron al bajista y vocalista Occultus.
En 1995 se incorporó a Immortal como batería durante su gira de ese año, y también para aparecerer en su primer vídeo oficial, «Grim and Frostbitten Kingdoms».
También tocó brevemente para Emperor durante este período. La publicación del álbum debut de Arcturus, "Aspera Hiems Symfonia" también ocurrió ese año.

### 1997 - actualidad

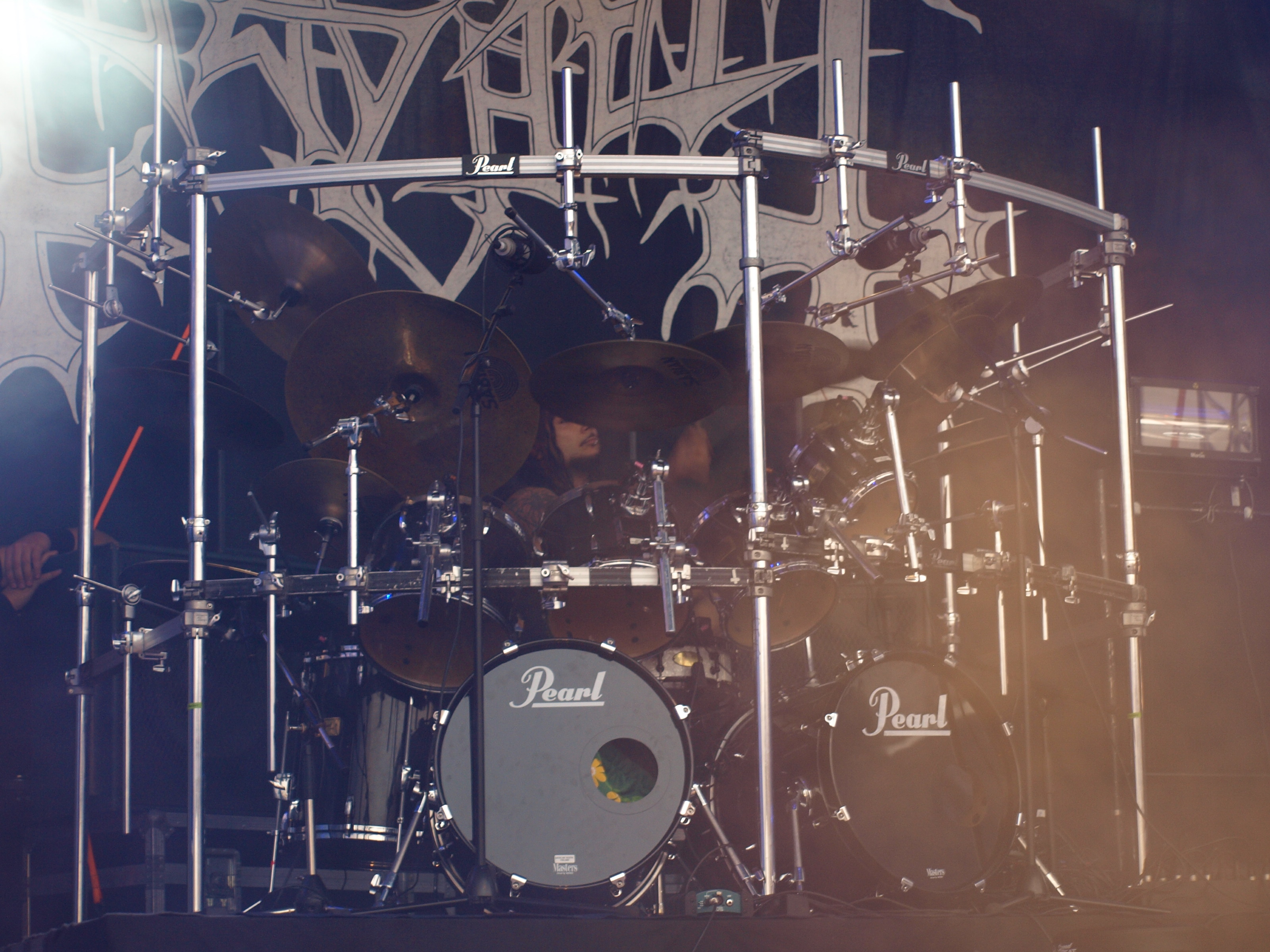
Hellhammer durante el festival Jalometalli (2008).

En enero de 1997 comenzó a trabajar con The Kovenant, en la grabación de su segundo álbum titulado Nexus Polaris. Este álbum fue lanzado en 1998 con la consiguiente gira europea. Arcturus también publicó otro álbum, La Masquerade Infernale, que se convirtió en un álbum histórico en la historia del avant-garde metal.
Al año siguiente otro álbum de The Kovenant fue publicado, Animatronic.
El año 2000 fue un año muy agitado para Jan Axel debido a la grabación y publicación del segundo disco de estudio de Mayhem, Grand Declaration of War.
Durante la primavera de ese año, Jan Axel se fue de gira por los EE. UU. con The Kovenant y durante el verano de gira con Mayhem por Europa.
Durante el año 2000 grabó un miniálbum con su nueva banda Winds, titulado "Of Entity And Mind", que fue publicado en mayo de 2001. Winds también registró un álbum de larga duración durante la primavera de 2001, titulado "Reflections of the I". 
Jan Axel ha ganado dos veces el premio Spellemann con The Kovenant; en 1998 por Nexus Polaris y en 1999 por Animatronic. Consiguieron el premio al mejor álbum de Hard rock ambos años. Además de estas menciones, Jan Axel también ha hecho numerosas apariciones como invitado o músico de sesión en otras bandas. 
Antes de trabajar como baterista profesional, Jan Axel trabajó como guardia nocturno en un hospital psiquiátrico. No fuma y  practica con su batería durante 3 horas al día.
En 2005, fue entrevistado para el documental Metal: A Headbanger's Journey, con otros miembros de Mayhem como Necrobutcher (Jørn Stubberud) y Blasphemer (Rune Eriksen).
En el pasado creó polémica por hacer numerosos comentarios racistas. En la biografía de metal satánico, Lords of Chaos, que ha sido criticado por la información incorrecta y declaraciones, como lo cita diciendo: "No nos gusta la gente negra. El Black metal es para la gente blanca. ...Estoy casi convencido de que hay diferencias entre las razas, así como todo lo demás. Creo que al igual que los animales, algunas razas son más... ya sabes, como un gato es mucho más inteligente que un ave o una vaca, o incluso un perro, y creo que ese es también el caso de diferentes razas". En 2004 Blomberg contradijo estas declaraciones, en una entrevista, "No me importa bledo si los fanáticos son de color blanco, negro, verde, amarillo o azul. Para mí, la música y la política no van de la mano."
En 2007 sufrió una grave lesión de cuello cuando formaba parte de Dimmu Borgir. La banda emitió la siguiente declaración:
"Debido a la lesión de Hellhammer no podrá tocar la percusión de Dimmu Borgir en el resto de festivales de este verano y la próxima gira europea. Hellhammer entrará en un posible tratamiento. Su lugar será ocupado por Tony Laureano (Nile, Angelcorpse, Aurora Borealis, Belphegor), que también tocó con Dimmu Borgir durante el Ozzfest 2004 y en los festivales de 2005."
El último disco de Mayhem, Ordo Ad Chao, consiguió el premio Spellemann en la categoría de Metal.

## Discografía
| Arcturus - 1994: Constellation (EP) - 1996: Aspera Hiems Symfonia - 1997: La Masquerade Infernale - 2002: The Sham Mirrors - 2005: Sideshow Symphonies - 2015: Arcturian Mayhem - 1993: Live in Leipzig (en vivo) - 1994: De Mysteriis Dom Sathanas - 1997: Wolf's Lair Abyss (EP) - 1999: Mediolanum Capta Est (en vivo) - 2000: Grand Declaration of War - 2001: Live in Marseille (en vivo) - 2004: Chimera - 2007: Ordo Ad Chao - 2009: Life Eternal (EP) - 2014: Esoteric Warfare - 2019: Daemon - 2021: Atavistic Black Disorder/Kommando Age of Silence - 2004: Acceleration - 2005: Complications - Trilogy of Intrincacy (EP) Dimmu Borgir - 2005: Stormblåst MMV - 2007: In Sorte Diaboli Covenant / The Kovenant - 1998: Nexus Polaris - 1999: Animatronic - 2001: SETI | Shining - 2002: III - Angst, Självdestruktivitetens Emissarie - 2005: IV - The Eerie Cold Winds - 2001: Of Entity and Mind (EP) - 2002: Reflections of the I - 2004: The Imaginary Direction of Time - 2007: Prominence and Demise Troll - 2000: The Last Predators - 2001: Universal Antestor - 2004: Det Tapte Liv (EP) - 2005: The Forsaken Otros trabajos - 2000: Department of Apocalyptic Affairs - Fleurety - 2001: Worldchanger — Jørn - 2001: Thorns — Thorns - 2002: Weltherrschaft — Mezzerschmitt - 2006: Re-Incarnal - Carnivora - 2007: Umoral - Umoral - 2009: Eyes of Noctum - Inceptum - 2010: ANTIhuman - Death of Desire - 2010: Wolf Father - Nidingr |  |

## Videografía
- 1995: «Grim and Frostbitten Kingdoms» - Immortal
- 1998: Live in Bischofswerda - Mayhem
- 2001: Live in Marseille - Mayhem
- 2005: «Sorgens Kammer Del-II» - Dimmu Borgir
- 2005: «The Serpentine Offering» - Dimmu Borgir
- 2008: «Anti» - Mayhem

## Premios y distinciones

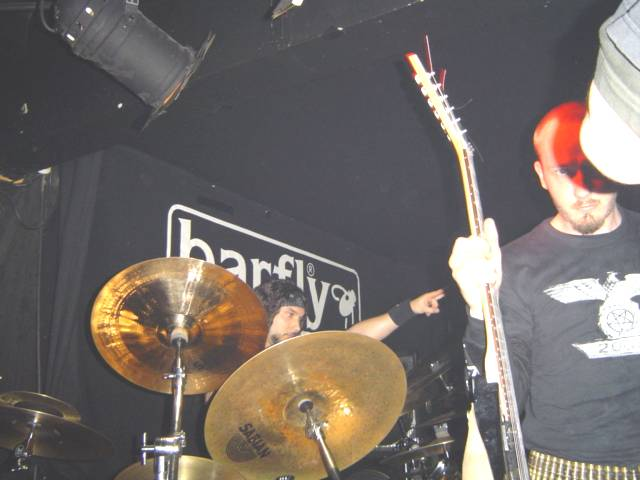
Blomberg actuando con Mayhem en 2004.